# 殷廷舉
殷廷舉（16世紀—16世紀），江西南康府星子縣人，明朝政治人物。

## 生平
殷廷舉是嘉靖二十八年（1549年）己酉科江西鄉試舉人，授監利知縣，到任後正值水災淹沒縣城，因而修繕當地堤防，費用不高而不擾縣民，次年夏季再次水災，鼉淵堤將塌陷，他從瓦子灣趕回告訴縣民：「倘若不幸堤陷，死亡或遷徙者將不可勝數。」即日城野數萬人協助修補，不久堤防完工，四十四年（1565年）黃師堤又將塌陷，他增築月堤以保障黃師堤。他個性節儉，經常工作至深夜才睡覺，又親自招撫盜賊，盜賊不為害，萬曆元年（1573年）陞廉州府同知。

## 引用
1. 1 2  同治《星子縣志·卷十·人物志上》：殷廷舉，由鄉舉任監利縣，值大水至，城野俱沒，遂大修諸堤，計地任功費不繁而役不困，明年夏鼉淵堤將陷，豫與民約曰：「倘不幸堤陷，或死或徙者將不可勝數。」民素樂為用，即日城野負畚鍤者萬餘人，不期而集，須臾堤完，黃師堤將陷，復為月堤以障之。性勤儉，常衣布袍，夜分乃寐，會澤中有盜千人，知難於勦，扁舟入其壘諭以禍福，賊遂散去。 湖廣名宦志
2. ↑  同治《星子縣志·卷九·選舉志》：厯代舉人……明……嘉靖……殷廷舉 己酉何濤榜，仕監利令
3. ↑  同治《監利縣志·卷六·職官志》：殷廷舉，星子人，舉人，嘉靖間任（知縣），時大水至，鼉淵堤陷，廷舉方在瓦子灣亟馳歸，率民救之，負畚鍤者萬人，須臾堤完，黃師堤將陷，復為月堤以障之。性勤儉，常衣布袍，夜分乃寐，會澤中有盜千人，廷舉扁舟往撫之，盜不為害。
4. ↑  道光《廉州府志·卷十六·職官一》：（廉州府）同知……殷廷舉 江西人，萬厯元年任